# Non multa, sed multum
La locuzione latina Non multa sed multum, tradotta letteralmente, significa non molte [cose], ma molto [bene]. (Quintiliano, Instit., X, I, 59).
Proverbio già conosciuto dagli antichi Romani, che in sostanza vuol dire non esser conveniente studiar molte cose, ma poche e bene. Il detto si estende in genere a tutte le azioni umane, nelle quali la perfezione non sta nel verbo "fare", ma nell'avverbio "bene". 